# Traglufthallenbad

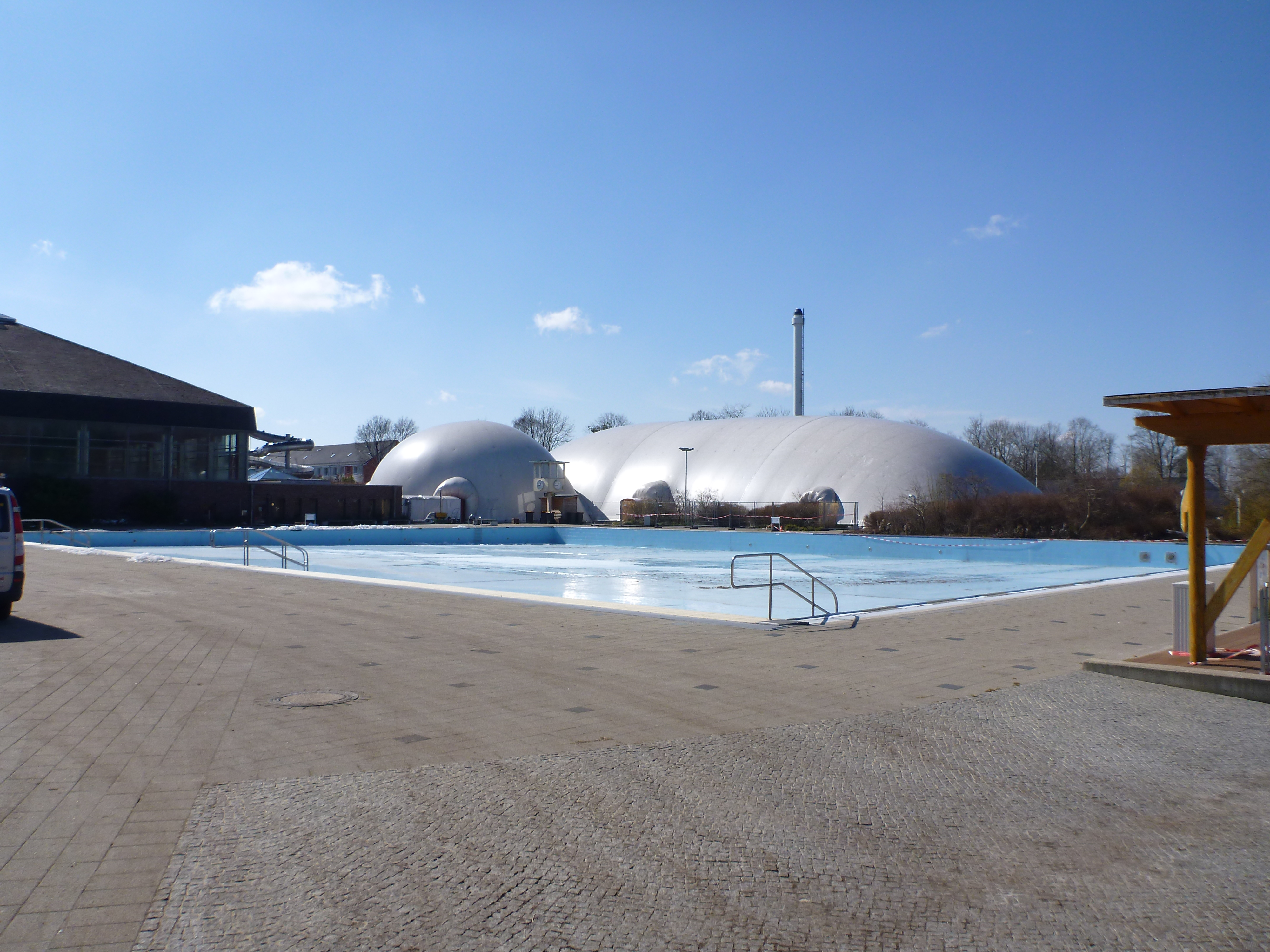
Traglufthalle über dem 50-m-Außenbecken in Neumünster

Ein Traglufthallenbad ist ein Freibad, das außerhalb der Sommersaison mit einer Traglufthalle überbaut wird. Die Einrichtungen des Freibads (Kasse, Umkleide etc.) können weiter genutzt werden, der Zugang zur Halle erfolgt über eine Druckschleuse.
Traglufthallenbäder befinden sich in (alphabetische Sortierung):
- Berlin, Kombibad Seestraße
- Bochum, Blau-Weiß Bochum
- Bonn, Friesi[1]
- Chur, Traglufthalle Obere Au[2]
- Darmstadt, Nordbad DSW
- Elmshorn, Badepark
- Eschweiler, Freibad Dürwiß[3]
- Frankfurt-Bergen-Enkheim, Riedbad
- Gladbeck, SV Gladbeck 13
- Krefeld, SV Bayer Uerdingen 08
- Mainz, Schwimmbad Mainz-Mombach
- Mainz, Taubertsbergbad[4]
- Moers, Solimare
- Neumünster, Freibad des Bad am Stadtwald. Die Traglufthalle wurde beim Orkan Christian komplett zerstört, sie wird aber wieder aufgebaut.[5]
- Neustadt an der Weinstraße, Traglufthallenbad „Moby Dick“, im Sommer das Stadionfreibad
- Offenbach am Main, Waldschwimmbad Rosenhöhe
- Schaffhausen, KSS Freizeitpark Schaffhausen[6]
- Worms, Heinrich-Völker-Bad (Luftikus)

Nicht mehr in Betrieb sind die Traglufthallenbäder in Jöllenbeck (bei Bielefeld), Epe (Westfalen), Untertürkheim, Uchte, Uetze, Dillenburg, Augsburg, Braunschweig, Hamburg-Wilhelmsburg, in Wolfsburg (Stadtteil Laagberg) und in Schkopau („Buna-Blase“ auf dem Gelände der Buna-Werke). In Duisburg ist das Schwimmstadion nach der Zerstörung der Hülle im Jahre 2003 durch ein modernes Sportbad ersetzt worden.